# Tiro ai Giochi della IV Olimpiade - Fossa olimpica individuale
La competizione della fossa olimpica individuale di tiro a volo ai Giochi della IV Olimpiade si tenne dall'8 all'11 luglio 1908 al Uxendon Shooting School Club a Brent - Londra.

## Risultati
| Pos.    | Atleta                            | Nazione     | Serie tiri | Serie tiri | Serie tiri | Totale |
| Pos.    | Atleta                            | Nazione     | 1º turno   | 2º turno   | 3º turno   | Totale |
| ------- | --------------------------------- | ----------- | ---------- | ---------- | ---------- | ------ |
| Oro     | Walter Ewing                      | Canada      | 27         | 18         | 27         | 72     |
| Argento | George Beattie                    | Canada      | 21         | 17         | 22         | 60     |
| Bronzo  | Alexander Maunder                 | Regno Unito | 21         | 14         | 22         | 57     |
| Bronzo  | Anastasios Metaxas                | Grecia      | 21         | 14         | 22         | 57     |
| 5       | Charles Palmer                    | Regno Unito | 23         | 12         | 20         | 55     |
| 5       | Arthur Westover                   | Canada      | 21         | 12         | 22         | 55     |
| 7       | Richard Hutton                    | Regno Unito | 23         | 10         | 20         | 53     |
| 7       | John Wilson                       | Paesi Bassi | 20         | 13         | 20         | 53     |
| 7       | Mylie Fletcher                    | Canada      | 22         | 9          | 22         | 53     |
| 10      | Frank Moore                       | Regno Unito | 21         | 11         | 20         | 52     |
| 11      | George Whitaker                   | Regno Unito | 18         | 9          | 24         | 51     |
| 12      | David McMackon                    | Canada      | 19         | 14         | 17         | 50     |
| 12      | James Pike                        | Regno Unito | 22         | 12         | 16         | 50     |
| 14      | Cornelis Viruly                   | Paesi Bassi | 18         | 13         | 17         | 48     |
| 15      | Eduardus, van Voorst tot Voorst   | Paesi Bassi | 18         | 14         | 15         | 47     |
| 15      | Franciscus, van Voorst tot Voorst | Paesi Bassi | 19         | 13         | 15         | 47     |
| 17      | Harold Creasey                    | Regno Unito | 22         | 9          | 15         | 46     |
| 17      | Peter Easte                       | Regno Unito | 18         | 11         | 17         | 46     |
| 19      | Gerald Merlin                     | Regno Unito | 18         | 10         | 17         | 45     |
| 20      | George Vivian                     | Canada      | 16         | 10         | 18         | 44     |
| 20      | William Morris                    | Regno Unito | 10         | 12         | 22         | 44     |
| 22      | Reindert de Favauge               | Paesi Bassi | 18         | 11         | -          | 29     |
| 23      | Émile Béjot                       | Francia     | 18         | 10         | -          | 28     |
| 24      | John Butt                         | Regno Unito | 15         | 11         | -          | 26     |
| 25      | Alf Swahn                         | Svezia      | 0          | 13         | 9          | 22     |
| 26      | Jacob Laan                        | Paesi Bassi | 0          | 13         | 8          | 21     |
| 27      | Frank Parker                      | Canada      | 14         | 5          | -          | 19     |
| 27      | Edward Benedicks                  | Svezia      | 0          | 13         | 6          | 19     |